# Cellobios

Strukturformel

Cellobios är en disackarid som består av två glukosrester hopkopplade med en glykosidbindning mellan 1- och 4-kolen. Glukosresterna är i betakonformation. Cellobios är en nedbrytningsprodukt från cellulosa och bildas till exempel av enzymet cellobiohydrolas. Många mikroorganismer kan tillgodogöra sig energin i cellobios.